# 北極村
北極村（ほっきょく-そん）は、中華人民共和国黒竜江省大興安嶺地区漠河市北極鎮に位置する村。

## 概要
大興安嶺山脈の北側、七星山麓のアムール川（黒竜江）沿いに位置する、中国国内最北端の村。このアムール川はロシアとの国境になっている。
「北極村」という村名は、「中国の北極」という意味から来ている。
中国国内で唯一、オーロラを見ることが出来るほか、夏季には白夜も見ることができることから、「不夜城」の異名をも有している。

## 観光事情
1997年、漠河市政府により当村一帯が「北極村風景旅遊区」に指定されている。中国の5A級観光地（2015年認定）。
毎年夏至には当村に於いて「漠河オーロラ祭り」が開催される。2008年6月21日から23日までの「第18回漠河オーロラ祭り」では、香港やロシア等から2万人近くの観光客が詰めかけた。同年に於ける夏至に合わせる形で当該催事は開催され、訪れた観光客たちは、明かりを付けたり、かがり火を焚いたりして、一晩中眠らずに「白夜」を楽しんだという 。

## ポールダンス
2015年4月に北京で世界ポールダンス選手権が開催されたが、同選手権大会の中国開催に対する祝賀も兼ねて、2014年12月24日にポールダンス中国代表チームのメンバーが当村のアムール川（黒竜江）上に於いてポールダンスを披露した。当時、同川は凍結状態にあったという。
なお、本来の披露目的は精神鍛錬の一環であったといい、同チームが当村のような酷寒の地でポールダンスを披露することは過去にもあったという。

## 交通
漠河古蓮空港（2008年6月18日開港）より伸びる、コンクリート舗装の漠北高速道路（全長81.765km）を利用することによりアクセス可能となっている。

## 出身者
- 遅子建 - 小説家